# Bruno Boban
Bruno Boban (Požega, 12. kolovoza 1992. – Slavonski Brod, 24. ožujka 2018.) bio je hrvatski nogometaš, te brat nogometaša Gabrijela Bobana. Daljnji je rođak bivšega nogometaša Zvonimira Bobana.

## Karijera
Boban je karijeru započeo u rodnoj Požegi 2014. godine u požeškoj Slavoniji za koju je nastupao dvije sezone, a zatim 2016. odlazi u NK Zagreb gdje je s bratom Gabrijelom zajedno igrao. Zagreb napušta 2018. godine i odlazi u redove brodske Marsonije.

## Smrt
Dana 24. ožujka 2018. godine u prvom poluvremenu utakmice 3. HNL – Istok, na utakmici svoje Marsonije i Slavonije Boban se u 7. minuti srušio na teren. Uzrok tome bila je aritmija koja je prouzrokovana snažnim udarcem lopte koja je Bobana pogodila ravno u prsa nekoliko sekundi prije. Reanimacija je trajala punih 45 minuta, no bezuspješno. Liječnici u brodskoj bolnici "dr. Josip Benčević" konstatirali su Bobanovu smrt, a Bruno je pokopan dva dana poslije smrti, 26. ožujka 2018. godine u Velikoj. 